# Петерсен, Уильям
Уильям Луис Петерсен (англ. William Petersen, род. 21 февраля 1953, Эванстон, Иллинойс, США) — американский актёр и продюсер, наиболее известный благодаря роли Гила Гриссома в телесериале «C.S.I.: Место преступления».

## Биография
Петерсен родился в городе Эванстон, штат Иллинойс. Самый младший из шести детей Хелен Джун (урождённая Фин; 1909—2006) и Артура Эдварда Петерсена-старшего (1907—2004), который работал в мебельном бизнесе. У него есть два брата — Артур-младший и Роберт, и три сестры — Энн, Мэри Кей, и Элизабет. Имеет датские и немецкие корни. Он окончил Епископальную среднюю школу Келли в Бойсе, Айдахо в 1972 году. Поступил в университет штата Айдахо на футбольную стипендию.
Он оставил университет вместе со своей женой, Джоанной, в 1974 году, и отправился к профессору драмы в Страну Басков, где он учился как шекспировский актёр. Петерсен вернулся в Айдахо с намерением стать актёром. Не желая быть безработным в Айдахо, он уехал в Чикаго, где живут его родственники. Он стал работать в театре и получил актёрскую карточку. Выступал с Театральной компанией «Степной Волк», членом которой он был до 2008 года, и был одним из основателей Remains Theater Ensemble, в который также входят такие известные актёры Чикаго как Гэри Коул и Тед Левайн.

## Личная жизнь
У Петерсена есть дочь Майте (родилась в 1975 году в испанском городе Мондрагон) от его предыдущего брака с Джоанной Брейди. От Майте у него есть два внука — Мазрик Уильям (род. в октябре 2003 года) и Индиго Август (род. в августе 2009 года).
Петерсен женился на своей давней подруге Джине Сирон в июле 2003 года. 5 июля 2011 года Петерсен и Сирон воспользовались услугами суррогатной матери, которая родила им близнецов, сына и дочь.
Петерсен — заядлый фанат «Чикаго Кабс». В 2004 году он признался журналу Playboy, что имел околосмертный опыт в 1980-е годы, который дал ему уверенность, что есть жизнь после смерти.

## Фильмография
| Год       |    | Русское название                       | Оригинальное название                     | Роль                    |
| --------- | -- | -------------------------------------- | ----------------------------------------- | ----------------------- |
| 1981      | ф  | Вор                                    | Thief                                     | бармен                  |
| 1985      | ф  | Жить и умереть в Лос-Анджелесе         | To Live And Die In L.A.                   | Ричард Ченс             |
| 1986      | с  | Сумеречная зона                        | The Twilight Zone                         | Эдвард Сейерс           |
| 1986      | ф  | Охотник на людей                       | Manhunter                                 | Уилл Грэм               |
| 1987      | тф | Долгий путь                            | Long Gone                                 | Сесил «Стад» Кантрелл   |
| 1987      | ф  | Великолепный Грейс и Чак               | Amazing Grace and Chuck                   | Расселл                 |
| 1989      | ф  | Родственники                           | Cousins                                   | Том Харди               |
| 1990      | с  | Кеннеди из Массачусета                 | The Kennedys of Massachusetts             | Джозеф П. Кеннеди       |
| 1990      | ф  | Молодые стрелки 2                      | Young Guns II                             | Пэт Гарретт             |
| 1991      | ф  | Несдержанные обещания                  | Hard Promises                             | Джоуи                   |
| 1992      | ф  | Похороны Джека                         | Passed Away                               | Фрэнк Скенлан           |
| 1992      | тф | Сдачи не надо                          | Keep the Change                           | Джо Старлинг            |
| 1993      | тф | Смертельное течение                    | Curacao                                   | Стивен Герин            |
| 1993      | с  | Одинокий голубь: Возвращение           | Return to Lonesome Dove                   | Гидеон Уокер            |
| 1995      | ф  | Королевство слепых                     | In the Kingdom of the Blind               | Тони Си                 |
| 1995      | с  | Падшие ангелы                          | Fallen Angels                             | Джордж                  |
| 1995      | тф | Настоящее время, прошедшее совершенное | Present Tense, Past Perfect               | Джек                    |
| 1996      | ф  | Страх                                  | Fear                                      | Стив Уокер              |
| 1996      | ф  | Скала Малхолланд                       | Mulholland Falls                          | Джек Флинн              |
| 1996      | с  | Тварь                                  | The Beast                                 | Уип Далтон              |
| 1997      | тф | 12 разгневанных мужчин                 | 12 Angry Men                              | присяжный №12           |
| 1998      | ф  | Застенчивый пистолет                   | Gunshy                                    | Джейк Бриджес           |
| 1998      | тф | Лестница                               | The Staircase                             | Джоуд                   |
| 1998      | тф | Крысиная стая                          | The Rat Pack                              | Джон Ф. Кеннеди         |
| 1998      | ф  | Поцелуй небеса                         | Kiss the Sky                              | Джефф                   |
| 2000      | ф  | Черепа                                 | The Skulls                                | Эймс Левритт            |
| 2000      | ф  | Претендент                             | The Contender                             | Джек Хэтэуэй            |
| 2000—2013 | с  | C.S.I.: Место преступления             | CSI: Crime Scene Investigation            | Гил Гриссом             |
| 2001      | тф | Тихая гавань                           | Haven                                     | Джексон Коннолли        |
| 2007      | с  | Без следа                              | Without a Trace                           | Гил Гриссом             |
| 2011      | ф  | Учитель на замену                      | Detachment                                | мистер Сардж Кеплер     |
| 2012      | ф  | Ищу друга на конец света               | Seeking a Friend for the End of the World | Гленн                   |
| 2013      | с  | Блю                                    | Blue                                      | Митч                    |
| 2015      | тф | C.S.I.: Бессмертие                     | CSI: Immortality                          | Гил Гриссом             |
| 2015      | с  | Манхэттен                              | Manhattan                                 | полковник Эмметт Дерроу |
| 2021—2022 | с  | C.S.I.: Место преступления Вегас       | CSI: Vegas                                | Гил Гриссом             |